# Brigadírovo
Brigadírovo (en rus: Бригадирово) és un poble de l'óblast de Kursk, a Rússia, que en el cens del 2010 tenia 19 habitants. Pertany al districte rural de Fatej.